# Qiongqi crinalis
Qiongqi crinalis — викопний вид прямокрилих комах родини тригоніїд (Trigonidiidae), який існував у пізній крейді (99 млн років тому). Описаний у 2023 році зі шматка бірманського бурштину, що знайдений у родовищі біля пагорба Ноїдже Бум поблизу міста Данаї у штаті Качин на півночі М'янми.

## Назва
Рід Qiongqi названо на честь Цінці — істоти з китайської міфології, однієї чотирьох небезпечних істот, які є антогоністами до чотирьох вартових. Видовий епітет походить від латинського слова crinalis, що означає «волохатий», оскілько його тіло, вкрите численними міцними щетинками та волосками.

## Опис
Тіло вкрите численними міцними щетинками і волосками; складні очі стиснуті з боків; кліпеус короткий і нижня щелепа оголена; протибій з однією верхівковою шпорою; тимпана відсутня; метатибій з сімома підверхівковими шпорами (внутрішні три і зовнішні чотири), кінцева з шістьма верхівковими шпорами; metabasitarsi зубчасті; надкрила і крил відсутні.